# ル・ロゼ
ル・ロゼ学院（Institut Le Rosey, フランス語発音: [ɛ̃stity lə ʁozɛ] アンスティテュ・ル・ホゼ）は、一般にル・ロゼ、ロゼとも呼ばれるスイスの寄宿学校（英：ボーディングスクール、仏：アンテルナ・スコレール Internat scolaire）。
ポール・エミール・カーナル（Paul-Émile Carnal）によってスイスのヴォー州（Canton de Vaud）ロール (Rolle) 近郊にある14世紀の古城「シャトー・デュ・ロゼ (Château du Rosey, ロゼ城)」で、1880年に設立されたスイス最古の名門寄宿学校の一つである。世界で最も高額な中等教育機関の一つとされ、世界中の王侯貴族や資本家、セレブリティの子弟・子女が数多く通う

## 概要
世界最高峰の中等教育とされるスイスの寄宿学校の中でも最古の創設であり、特に名門とされる。入学には厳しい基準が存在し、金銭的なハードルの上に、学業レベルも高い水準を求められる。校内の標準語は英語とフランス語。
ル・ロゼの伝統では、在校生はロゼアンと呼ばれ、卒業生はアンセアンと呼ばれる。生徒は互いに寄宿学校ならではの関係を持っており、校内ではグローバルな人脈が構築されている。卒業時に入会するAIARという卒業生の同窓会は世界中のアンセアンが交流する場であり、一説には、アンセアンは他のアンセアンからコンタクト・要望があれば、世代の差や面識の有無関係なく一度は話を聞く、という暗黙のルールがある。
受入生徒の年齢は7から18歳（日本の学制では小中高）の約400名（男女比は半々）。特別な許可を除き、全寮制。女子寮のエリアは La Combe と呼ばれ、共学制度実施は1968年から。17歳までは2人部屋、最終学年の18歳は多くが1人部屋。毎年1から3月の約3か月間は欧州最高級スキー・リゾート地の一つグシュタードにキャンパスを移し、カリキュラムは午前中で終了させるように配慮される。平日の午後は毎日スキー、スノーボードを教わる。教師は豊富に在籍するため、授業は場合によっては生徒3から6人、平均して10人ほどで行われる少人数制である。音楽・スポーツの教師陣にも力を入れており、音楽はメニューインの教師陣、サッカーは欧州で活躍した元プロサッカー選手から教育が受けられる。世界70か国から子弟が集まる。日本国籍の生徒は通年約20名ほど在籍し、日本語を教える教師も2人いる。真に国際的な環境を維持するため、生徒の出身・国籍が片寄らないよう最大10%までの上限制を採用している。そのため、近年日本人の入学はかなり難しくなっている。学費は寄宿代・食費等も込みで12.5万スイス・フラン（2011 - 2012教育年度）であり、そのほか必要となる海外就学旅行費や毎年行われる学内でのパーティ参加のための付帯費用も加えると非常に高額であり、米Forbes誌の調査によれば「世界で最も高額な中等教育機関」とされている。
欧州最高級スキーリゾートの1つであるベルン州（Canton of Bern）のグシュタード（Gstaad）に冬季キャンパスを所有しており、生徒、教師、スタッフは1月から3月（2学期）までの間はこちらに移動する。このように1年の間に2つのキャンパスを移動する学校は珍しく、世界でもル・ロゼだけとされる。ル・ロゼは、グシュタード冬季キャンパスの売却とより広いリゾート地への冬季キャンパス移転を計画しているとされるが、生徒や地元の反発があるとされる。2015年、ル・ロゼの第4代理事長だったフィリップ・ギュダン（Philippe Gudin）の息子クリストフ・ギュダン（Christophe Gudin）が第5代理事長に就任した。2014年、ル・ロゼとレマン湖岸エリア（La Côte region）のための美術・学習センター「ポール・アンド・ヘンリー・カーナル・ホール (略称:カーナル・ホール)」を建設した。オープン以来ロイヤル・フィルハーモニー管弦楽団やベルリン・フィルハーモニー管弦楽団などのトップオーケストラが演奏した。カーナル・ホールに隣接する空き地に、理化学系の授業専用の教室やITスタートアップ企業のオフィスを誘致するなどした新たな建物を建築予定とされている。

入学基準は非常に高く、国籍にもよるが（上限制があるため）場合によっては10倍以上とも言われ、日本人の場合は通年7から8倍ほどだと言われている。詳しい入学基準やウェイティングリスト（入学希望者リスト）の情報は公表されない。単に勉強が出来ればいいわけでもなく、在校中はスポーツやアートにも力を入れるよう求められるため、入学試験の際には父母とともにキャンパスを訪れることを勧められたりと、生徒の性格や、入学後の期待値、それまでの生活・教育環境も重要視される。スポーツはル・ロゼにおける生活の大きな一部分であり、150年もの歴史を物語るように、食堂の壁には無数のトロフィーが飾られている。伝統的なスポーツは、夏はロウイング、冬はアイスホッケーである。

## 進学
クリストフ・ギュダンの理事就任以来、ル・ロゼは卒業生を欧米のトップ大学に多数送り込む進学校のイメージを加速させるため、学長や寮長の人事を見直すなど、カリキュラムの強化を進めている。ロゼではIBプログラムとフレンチバカロレアのディプロマが選択できるが、どちらのプログラムにおいても近年平均成績は向上しており、オックスブリッジやハーバード、スタンフォードへの進学も稀にみられる。
ただ、伝統的にル・ロゼは進学校ではなく、ル・ロゼに入学する生徒の中には、人脈作りであったり、もしくは家系が伝統的にロゼアンであるから、などといった理由で入学する生徒もいる。とはいえ、入学試験や在校生徒のレベルは決して低くなく、アイビー・リーグやイギリスのトップ5である"The G5"と呼ばれる大学群への進学実績を多数誇る。
生徒は必ずしも一般的な大学へ進学するわけでもなく、芸術大学や音楽大学をはじめ、スイスならではのホテル学校への進学も多い。ルロゼでは進学のためにSAT (大学進学適性試験)専用の教師を雇っているほか、2名の進路相談担当スタッフを雇っている。生徒に少数精鋭の教育をするために、ル・ロゼの教師陣は数が多いだけでなく、ほとんどが欧米のエリート大学を卒業しているトップ教師たちである。教師は担当する教科の内容や本番試験の採点基準を熟知している。

## 年間スケジュール概要
- 9月（始業） - 12月：ロール（Rolle）キャンパス
（冬休み：約3週間）
- 翌1月 - 3月：グシュタード（Gstaad）キャンパス
（春休み：約3週間）
- 4月 - 6月（終業）：ロール（Rolle）キャンパス
（夏休み：7 - 8月）

## 親が参観可能な行事
年に約３回。
- 12月初旬 クリスマスイベント
- 2月中旬 スキー大会
- 6月下旬 終業式・卒業式(クラスT≒高3)

## 卒業生・出身者
- レーニエ3世（モナコ公国大公）
- ボードゥアン1世（ベルギーの第5代国王）
- アルベール2世（ベルギーの第6代国王）
- ケント公爵エドワード王子（イギリスの王族。第2代ケント公爵）
- カリム・アーガー・ハーン4世（ムスリムのインド人実業家・大富豪）
- アドナン・カショギ（サウジアラビアの武器商人）
- フアード2世 (エジプト王)
- フアン・カルロス1世 (スペイン王)
- ンタレ５世（最後のブルンジ国王）
- アレクサンダル2世カラジョルジェヴィチ（ユーゴスラビア最後の王太子）
- モハンマド・レザー・パフラヴィー（イラン最後の皇帝）
- パフラヴィ朝一族（ペルシャ旧王家）
- ギヨーム・ド・リュクサンブール（ルクセンブルクの大公世子）
- ヴィットーリオ・エマヌエーレ・ディ・サヴォイア：イタリア王国王太子。サヴォイア家当主
- エマヌエーレ・フィリベルト・ディ・サヴォイア（イタリアの旧王家）
- フランツェスカ・フォン・ハプスブルク（ハンス・ハインリヒ・ティッセン＝ボルネミッサ男爵の長女でカール・ハプスブルク＝ロートリンゲンの妻）
- ドディ・アルファイド（ダイアナ妃の元恋人・英ハロッズ元オーナー家）
- ホーエンツォレルン家（ドイツの貴族）
- ロスチャイルド家（ユダヤ人の富豪）
- デヴィッド・バーリー（イギリスの陸上選手）
- ジョー・ダッサン（アメリカの音楽家）
- ホセ・フェラー（アメリカの映画監督）
- ジョン・ホルト (教育者)
- ニコラス・ネグロポンテ（アメリカの科学者）
- ショーン・レノン（音楽家・ミュージシャン。ジョン・レノンとオノ・ヨーコの息子）
- マリー・シャンタル（英国ロンドン出身の子供服ブランドの創業者・デザイナー。ギリシャのパウロス王太子の妃）
- 芦田多恵（ミス アシダ ブランドのファッションデザイナー。芦田淳の次女）
- 丹下憲孝（日本の建築家。丹下都市建築設計代表）
- ジュリアン・カサブランカスとアルバート・ハモンドJr.（ザ・ストロークスのメンバー）
- 髙田万由子（日本の女優・タレント）
- ロビン・ラッセル（１４代ベッドフォード公爵・英国貴族院議員）
- デビット・ヴェルネー（２１代ウィロビー・ド・ブローク男爵）
- ウィンフロップ・ポール・ロックフェラー（アーカンソー州副知事）
- テタンジェ(シャンパン)一族
- アレクシ・フォン・ローゼンブルグ（銀行家・アート収集家・２代レデ男爵）
- ブータン王家